# Ékes ősdarázs
Az ékes ősdarázs (Ampulex compressa) egy parazitoid darázsfaj, amely különös szaporodási módjáról híres. A darázs lárvái egy élő csótányban (egészen pontosan a Periplaneta americana fajbeli állatban) kelnek ki, de más parazitoid rovaroktól eltérően az ékes ősdarázs nem bénítja meg az áldozatát.

## Elterjedése
A darázs a trópusi régióban él; Afrikából származik, mára Indiában és a csendes-óceáni szigetvilágban is honos. 1941-ben F. X. Williams elterjesztette Hawaii-n, mert biológiai rovarirtóként akarta használni a cukornádültetvényeket ellepő csótányok ellen. Ez azonban a darázs territoriális viselkedése és csekély szaporasága miatt nem járt sikerrel.

## Szaporodása
A darázs kétszer csípi meg a kiszemelt csótányt; az első szúrás rövid időre megbénítja a csótány mellső lábait, és ezzel lehetőséget ad a darázsnak a nagyon precízen célzott második szúrásra, amellyel a csótány menekülési reflexért felelős agyterületét bénítja meg. Ezután a csótány, bár mozgásképes marad, semmiféle ellenállást nem tanúsít, és a darázs – amely túl kicsi ahhoz, hogy egy mozdulatlan csótányt szállítani tudjon – a csótány csápját húzva irányítani tudja, mintha csak pórázon vezetné.
A darázs ezután az odújába vezeti, egy petét helyez a hasa alá, és kavicsokkal zárja el a bejáratot más ragadozók elől. A csótány egyhelyben áll, miközben a kikelő lárva lyukat rág a potrohába, és mintegy nyolc nap alatt elfogyasztja a belső szerveit, olyan sorrendben, hogy minél később ölje meg ezzel. Végül a lárva bebábozódik a csótány belsejében, és körülbelül egy hónap múlva immár darázsként kel ki.
Közelmúltbeli kutatások szerint a darázs mérge az octopamin nevű neurotranszmittert gátolja. Hatására nemcsak a csótány menekülési reflexe szűnik meg, de az anyagcseréje is lelassul. Kutatók képesek voltak imitálni a menekülési reflex megszüntetését úgy, hogy eltávolították a csótányból a darázs által megcélzott idegsejteket, vagy másfajta idegméreggel bénították meg őket; az így magatehetetlenné tett csótányok azonban fokozatosan kiszáradtak, és hat napon belül elpusztultak, miközben a darázs által magatehetetlenné tett csótányok 90%-a ennél tovább maradt életben.